# Gramofon
Gramofon je mehanički uređaj za snimanje i reprodukciju zvuka.
Gramofon se razvio iz dva uređaja: automatofona mašinice za beleženje zvuka na točkiću sa rupicama i fonografa koji beleži zvuk na metalnom valjku. Njegov princip je bio zabeležen u Tomas Alva Edisonovom patentu za fonograf iz 1878. godine, ali se on usredsređuje na fonograf koji je smatrao za savršeniji.
Sam gramofon je pronašao Emil Berliner, koji je za razliku od Edisona predložio umesto dubinskog beleženje na stranicu i preferirao je ploču umesto valjka. Dvoboj između fonografa i gramofona je trajao do 90-tih godina 19. veka i početka 20. veka, odnosno do propasti Edisonove fabrike godine 1929.
Gramofon se sastoji od sladeći glavnih delova:
- Pogonski mehanizam koji je okretao disk na koju se postavljala gramofonska ploča. U početku je to bio uređaj na navijanje i oprugu (slično satnim mehanizmima) kasnije električni motor.
- Ručica sa gramofonskom iglom koja se spuštala na gramofonsku ploču. Igla je pratila brazde urezane na gramofonskoj ploči i pri tome vibrirala levo-desno i te mikro vibracije su se vodile na reproduktor zvuka.
- Horna za reprodukciju na koju su se prenosile i pojačavale vibracije pretvorene u zvuk. Kasnije je hornu zamenio sistem elektroakustičke reprodukcije.

Igle su i početku bile čelične i menjale su se posle nekoliko ploča, kasnije od safira još kasnije dijamanta. Ipak, neke firme, poput Pathe, proizvodile su već početkom dvadesetog veka igle od safira. Postojale su, takođe i razne druge vrste igala od različitih materijala (kaktus, bambus, drvo) koje nisu oštećivale ploče u meri u kojoj su to činile čelične igle.
Brzina obrtanja gramofonskih ploča je u početku bila 78 obrtaja u minutu (približno, mada je bilo ploča od 60 do 100 obrtaja u minutu). Krajem dvadesetih godina za potrebe ton filma razvija se brzina od 33 obrtaja u minutu, a još nešto kasnije, početkom pedesetih godina 45 obrtaja u minutu. Sa smanjenjem brzine se povećavao kapacitet snimljenog materijala na gramofonskim pločama, ali je opadao kvalitet. Novina u industriji gramofonskih ploča predstavljao je mikro rez (1948, Columbia) za razliku od dotadašnjeg klasičnog, standardnog reza koji se nije generalno mnogo po finoći menjao od početka dvadesetog veka.
Šezdesetih  godina dvadesetog veka su se pojavile tzv Haj Fideliti (Hi-Fi) ploče, ploče sa visokim kvalitetom reprodukcije tako da deo popularnosti Bitlsi sigurno duguju i toj tehnološkoj inovaciji. Ipak, potrebno je napomenuti, da su neke firme poput Victor-a još tokom tridesetih godina uspeli da snime ploče koje su u mnogoj meri bile veoma bliske Hi-Fi reprodukciji (proširen frekventni opseg, dinamika i izvanredan akustički balans ovih ploča zadivljuje i današnje slušaoce), iako su snimljene bezmalo pre osamdeset i više godina.

## Галерија модела
- Стари грамофон на навијање
експонат у Нишвил џез музеју у Нишу.
- 1925-1935. г.
- Кабинет грамофон
- Грамофон His Master's Voice
1955. г.
- Стари грамофон
експонат у Нишвил џез музеју
- Грамофон Тоска 25
РИЗ Загреб
- Грамофон око 1970
- Грамофон у Музеју у Добоју
- Експонат Музеја Херцеговине, Требиње